# Mitchell Cooper
Mitchell Cooper (* 2. Juni 1995 in Kippa-Ring, Queensland) ist ein australischer Leichtathlet, der im Diskuswurf antritt.

## Sportliche Laufbahn
Erste internationale Erfahrungen sammelte Mitchell Cooper bei den Commonwealth Youth Games 2011 in Douglas, bei denene Vierter im Diskuswurf sowie Platz sieben mit dem Hammer erreichte. 2012 nahm er an den Juniorenweltmeisterschaften in Barcelona teil und schied dort mit 56,25 m in der Qualifikation aus. Zwi Jahre später gelangte er bei den Juniorenweltmeisterschaften in Eugene ins Finale und wurde dort mit 61,77 m Sechster. 2017 nahm er an den Weltmeisterschaften in London teil und scheiterte dort mit 57,26 m in der Qualifikation. 2018 nahm er erstmals an den Commonwealth Games im australischen Goald Coast teil und belegte dort mit 60,40 m den fünften Platz im Diskuswurf.
Cooper ist Absolvent für Geographie und Geschichte der Griffith University in Brisbane.

## Bestleistungen
- Diskuswurf: 63,98 m, 24. Mai 2017 in Lawrence
- Hammerwurf: 62,83 m, 12. Mai 2017 in Lawrence